# Fabricio Pezzini
Fabricio Oscar Pezzini (Río Cuarto, Córdoba, 13 de noviembre de 1978) es un piloto de automovilismo argentino. De amplia participación y trayectoria a nivel nacional, compitió en categorías nacionales como la Fórmula Renault Argentina, el TC Pista, el Turismo Competición 2000 y la Clase 3 del Turismo Nacional. Es al mismo tiempo titular de su propia escudería de automovilismo, con la cual compitió en el TN y supo propiciar la participación de distintos pilotos tanto de clase 2 como de clase 3.
Su principal logro es ganar el campeonato de TCR South America en 2022, siendo el primer sudamericano en hacerlo.

## Resumen de carrera
| Temporada | Categoría                 | Equipo                             | Carreras | Victorias | Poles | VR | Podios | Puntos | Pos. |
| --------- | ------------------------- | ---------------------------------- | -------- | --------- | ----- | -- | ------ | ------ | ---- |
| 1997      | Fórmula Renault Argentina | —                                  | ?        | 0         | 0     | 0  | 0      | 11     | 19.º |
| 1998      | Fórmula Renault Argentina | —                                  | 9        | 0         | 0     | 0  | 0      | 11     | 26.º |
| 1999      | Fórmula Renault Argentina | —                                  | 6        | 1         | 1     | 1  | 3      | 61     | 5.º  |
| 2000      | Fórmula Renault Argentina | —                                  | 12       | 3         | 0     | 4  | 6      | 110    | 3.º  |
| 2001      | TC Pista                  | —                                  | 11       | 1         | 2     | 1  | 3      | 82.5   | 10.º |
| 2002      | TC Pista                  | —                                  | ?        | 1         | 0     | 0  | 1      | 30     | 21.º |
| 2002      | Turismo Competición 2000  | Belloso Competición                | 7        | 0         | 0     | 0  | 0      | 0      | NC   |
| 2003      | TC Pista                  | —                                  | 5        | 1         | 0     | 0  | 2      | 38     | 19.º |
| 2003      | Turismo Competición 2000  | Fineschi Racing                    | 1        | 0         | 0     | 0  | 0      | 7      | 24.º |
| 2003      | Turismo Competición 2000  | Pro Rally TC 2000                  | 3        | 0         | 0     | 0  | 0      | 7      | 24.º |
| 2004      | Turismo Competición 2000  | MD Racing                          | 6        | 0         | 0     | 0  | 0      | 0      | NC   |
| 2004      | Turismo Competición 2000  | Fineschi Racing                    | 2        | 0         | 0     | 0  | 0      | 0      | NC   |
| 2005      | Turismo Competición 2000  | DTA                                | 3        | 0         | 0     | 0  | 0      | 4      | 23.º |
| 2005      | Turismo Competición 2000  | Italcred Fineschi Racing           | 10       | 0         | 0     | 0  | 0      | 4      | 23.º |
| 2006      | Turismo Competición 2000  | Italcred Fineschi Racing           | 4        | 0         | 0     | 0  | 0      | 0      | NC   |
| 2006      | Turismo Nacional Clase 3  | Pezzini Competición                | 7        | 0         | 0     | 0  | 0      | 56     | 22.º |
| 2007      | Turismo Nacional Clase 3  | —                                  | 11       | 0         | 1     | 0  | 0      | 121    | 11.º |
| 2008      | Turismo Competición 2000  | Bainotti Dowen Pagio               | 5        | 0         | 0     | 0  | 0      | 0      | NC   |
| 2008      | Turismo Nacional Clase 3  | —                                  | 7        | 0         | 0     | 0  | 0      | 21     | 36.º |
| 2009      | Turismo Competición 2000  | Escudería Río de la Plata          | 3        | 0         | 0     | 0  | 0      | 8      | 21.º |
| 2009      | Turismo Competición 2000  | Vitelli Competición                | 6        | 0         | 0     | 0  | 0      | 8      | 21.º |
| 2009      | Turismo Nacional Clase 3  | Pezzini Competición                | 8        | 0         | 0     | 0  | 0      | 55     | 23.º |
| 2010      | Turismo Competición 2000  | Escudería Río de la Plata          | 2        | 0         | 0     | 0  | 0      | 0      | NC†  |
| 2010      | Turismo Nacional Clase 3  | FP Competición                     | 8        | 0         | 0     | 0  | 0      | 25     | 40.º |
| 2011      | Turismo Competición 2000  | Orbis Seguros Racing               | 2        | 0         | 0     | 0  | 0      | 0      | NC†  |
| 2011      | Turismo Nacional Clase 3  | —                                  | 11       | 0         | 0     | 0  | 0      | 96     | 13.º |
| 2012      | Súper TC 2000             | Escudería Río de la Plata          | 1        | 0         | 0     | 0  | 0      | 0      | NC†  |
| 2012      | Turismo Nacional Clase 3  | FP Competición                     | 12       | 0         | 0     | 0  | 4      | 173    | 5.º  |
| 2013      | Turismo Nacional Clase 3  | Pezzini Competición                | 12       | 0         | 0     | 0  | 0      | 148    | 7.º  |
| 2014      | Turismo Nacional Clase 3  | Pezzini Competición                | 11       | 0         | 0     | 0  | 0      | 31     | 30.º |
| 2015      | Turismo Nacional Clase 3  | GR Competición                     | 9        | 0         | 0     | 0  | 0      | 37     | 31.º |
| 2016      | Súper TC 2000             | M&M Group                          | 1        | 0         | 0     | 0  | 0      | 18     | 22.º |
| 2016      | Turismo Nacional Clase 3  | —                                  | 11       | 1         | 0     | 1  | 1      | 126    | 16.º |
| 2017      | Súper TC 2000             | Fiat Petronas                      | 1        | 0         | 0     | 0  | 0      | 0      | NC†  |
| 2017      | Turismo Nacional Clase 3  | Pezzini Competición                | 12       | 0         | 0     | 0  | 0      | 75.5   | 21.º |
| 2017      | TC 2000                   | Escudería FE                       | 2        | 0         | 0     | 0  | 0      | 1.5    | 32.º |
| 2018      | Turismo Nacional Clase 3  | Tito Bessone Carrera Toyota Team   | 12       | 1         | 0     | 0  | 3      | 189.5  | 6.º  |
| 2019      | Turismo Nacional Clase 3  | Tito Bessone Toyota Team           | 9        | 1         | 0     | 0  | 1      | 157    | 10.º |
| 2020      | Turismo Nacional Clase 3  | Tito Bessone Carrera Toyota Racing | 8        | 0         | 0     | 0  | 0      | 93     | 14.º |
| 2021      | TCR South America         | PMO Motorsport                     | 4        | 2         | 1     | 0  | 2      | 90     | 7.º  |
| 2021      | Turismo Nacional Clase 3  | Bessone Toyota Racing              | 10       | 0         | 0     | 0  | 0      | 143    | 15.º |
| 2022      | TCR South America         | PMO Motorsport                     | 14       | 2         | 1     | 1  | 9      | 486    | 1.º  |
| 2022      | Turismo Nacional Clase 3  | Tito Bessone Toyota Racing         | 2        | 0         | 0     | 0  | 1      | 33     | 38.º |
| 2023      | TCR South America         | PMO Motorsport                     | 4        | 0         | 0     | 0  | 0      | 112    | 14.º |
| 2023      | TCR South America         | Paladini Racing                    | 5        | 0         | 0     | 0  | 0      | 112    | 14.º |
| 2023      | TCR World Tour            | Paladini Racing                    | 2        | 0         | 0     | 0  | 0      | 0      | NC   |
| 2024      | TCR South America         | Paladini Racing                    |          |           |       |    |        |        |      |
| Fuente:   |                           |                                    |          |           |       |    |        |        |      |

- † Era piloto invitado, por lo que no sumó puntos.

## Resultados

### Turismo Competición 2000
| Año  | Equipo                    | Auto               | 1    | 2   | 3     | 4   | 5   | 6   | 7   | 8   | 9      | 10  | 11  | 12    | 13  | 14  | Res. | Puntos |
| ---- | ------------------------- | ------------------ | ---- | --- | ----- | --- | --- | --- | --- | --- | ------ | --- | --- | ----- | --- | --- | ---- | ------ |
| 2002 |                           |                    | GR   | RC  | SJU I | BB  | RES | OBE | AG  | SAL | SJU II | PAR | BA  | SRA   | PIG | MDP | -    | 0      |
| 2002 | Belloso Competición       | Ford Escort VI     |      |     |       |     |     | Ret | 15  | 15  | Ret    | 13† | Ret | Ret   |     |     | -    | 0      |
| 2003 |                           |                    | SL I | GR  | TRE   | SJU | BB  | OBE | RC  | SAL | RES    | SR  | BA  | SL II | AG  | MDP | 24.º | 7      |
| 2003 | Fineschi Racing           | Honda Civic VI     | 8    |     |       |     |     |     |     |     |        |     |     |       |     |     | 24.º | 7      |
| 2003 | Pro Rally TC 2000         | Honda Civic VI     |      |     |       |     |     |     |     |     |        |     |     | Ret   | 7   | Ret | 24.º | 7      |
| 2004 |                           |                    | GR   | VIE | SJU   | PAR | SL  | OBE | AG  | CON | RC     | SRA | BB  | BA    | RAF | MDP | -    | 0      |
| 2004 | MD Racing                 | Chrysler Neon II   |      |     |       |     | Ret | Ret | Ret | Ret |        | 24† | Ret |       |     |     | -    | 0      |
| 2004 | Fineschi Racing           | Honda Civic VI     |      |     |       |     |     |     |     |     |        |     |     | 21†   | 13  | WD  | -    | 0      |
| 2005 |                           |                    | BA I | PAR | VIE   | SJU | OLA | AG  | CUR | OBE | RAF    | SRA | CON | BA II | SL  | GR  | 23.º | 4      |
| 2005 | DTA                       | Chevrolet Astra II | Ret  | Ret | Ret   |     |     |     |     |     |        |     |     |       |     |     | 23.º | 4      |
| 2005 | Italcred Fineschi Racing  | Honda Civic VI     |      |     |       | 17  | Ret | 11  |     | 7   | 16     | 14  | 19† | Ret   | Ret | 13  | 23.º | 4      |
| 2006 |                           |                    | BA I | OLA | CR    | VIE | SFE | SJU | SRA | RES | CUR    | SMM | GR  | BA II | OBE | PAR | -    | 0      |
| 2006 | Italcred Fineschi Racing  | Honda Civic VI     | 11   | Ret | 16    | Ret |     |     |     |     |        |     |     |       |     |     | -    | 0      |
| 2008 |                           |                    | PAR  | SAL | GR    | SFE | SJU | RES | AG  | BA  | OBE    | TRH | VIE | SMM   | PDF | PDE | -    | 0      |
| 2008 | Bainotti Dowen Pagio      | Honda Civic VII    |      |     |       |     |     |     |     |     |        | 17† | Ret | 14    | 15† | Ret | -    | 0      |
| 2009 |                           |                    | AG   | GR  | OBE   | SMM | TRH | RES | BA  | CEN | SFE    | SFE | SJU | SJU   | PDF |     | 22.º | 8      |
| 2009 | Escudería Río de la Plata | Honda Civic VIII   | 5    | Ret | NL    | Ret |     |     |     |     |        |     |     |       |     |     | 22.º | 8      |
| 2009 | Vitelli Competición       | Renault Mégane II  |      |     |       |     |     |     |     | 17  | 23†    | 21  | 17  | 26    | Ret |     | 22.º | 8      |
| 2010 |                           |                    | PDE  | SMM | GR    | AG  | RES | TRH | LR  | SFE | SFE    | CEN | OBE | BA    | PDF |     | -    | -      |
| 2010 | Escudería Río de la Plata | Honda Civic VIII   |      |     |       |     |     |     |     |     |        |     |     | 13    | Ret |     | -    | -      |
| 2011 |                           |                    | GR   | SFE | SFE   | SMM | SJU | RES | AG  | TRH | LPL    | TRE | JUN | PDF   | PAR |     | -    | -      |
| 2011 | Orbis Seguros Racing      | Honda Civic VIII   |      |     |       |     |     |     |     |     | 20     |     |     | 17    |     |     | -    | -      |

#### Copa de Pilotos Privados
| Año  | Equipo                    | Auto              | 1  | 2   | 3   | 4   | 5   | 6   | 7  | 8   | 9   | 10  | 11  | 12  | 13  | Res. | Puntos |
| ---- | ------------------------- | ----------------- | -- | --- | --- | --- | --- | --- | -- | --- | --- | --- | --- | --- | --- | ---- | ------ |
| 2009 |                           |                   | AG | GR  | OBE | SMM | TRH | RES | BA | CEN | SFE | SFE | SJU | SJU | PDF | 12.º | 7      |
| 2009 | Escudería Río de la Plata | Honda Civic VIII  | 1  | Ret | NL  | Ret |     |     |    |     |     |     |     |     |     | 12.º | 7      |
| 2009 | Vitelli Competición       | Renault Mégane II |    |     |     |     |     |     |    | 9   | 14† | 9   | 6   | 11  | Ret | 12.º | 7      |

#### Copa Endurance Series
| Año  | Equipo              | Auto              | 1   | 2  | 3   | Res. | Puntos |
| ---- | ------------------- | ----------------- | --- | -- | --- | ---- | ------ |
| 2009 |                     |                   | TRH | BA | PDF | -    | 0      |
| 2009 | Vitelli Competición | Renault Mégane II |     |    | Ret | -    | 0      |

### TC 2000
| Año  | Equipo       | Auto          | 1    | 2    | 3    | 4    | 5   | 6   | 7     | 8     | 9  | 10 | 11    | 12 | 13 | 14     | 15     | 16    | 17  | 18  | 19  | 20     | Res. | Puntos |
| ---- | ------------ | ------------- | ---- | ---- | ---- | ---- | --- | --- | ----- | ----- | -- | -- | ----- | -- | -- | ------ | ------ | ----- | --- | --- | --- | ------ | ---- | ------ |
| 2017 |              |               | AG I | AG I | BA I | BA I | CDU | CDU | PAR I | PAR I | RC | RC | BA II | SL | SL | PAR II | PAR II | AG II | SMM | CON | CON | BA III | 32.º | 1,5    |
| 2017 | Escudería FE | Peugeot 408 I |      |      |      |      |     |     |       |       |    |    |       | 14 | 18 |        |        |       |     |     |     |        | 32.º | 1,5    |

### Súper TC 2000
| Año  | Equipo                    | Auto            | 1    | 2   | 3   | 4    | 5   | 6   | 7   | 8   | 9   | 10  | 11    | 12  | 13  | 14    | Res. | Puntos |
| ---- | ------------------------- | --------------- | ---- | --- | --- | ---- | --- | --- | --- | --- | --- | --- | ----- | --- | --- | ----- | ---- | ------ |
| 2012 |                           |                 | AG   | BA  | ROS | SJU  | GR  | OBE | RAF | SMM | RC  | SFE | SFE   | SAL | PDF |       | -    | -      |
| 2012 | Escudería Río de la Plata | Renault Fluence |      |     |     |      |     |     |     |     |     |     |       |     | 14  |       | -    | -      |
| 2016 |                           |                 | TRE  | ROS | SMM | AG I | TRH | OBE | BA  | SFE | SFE | TOA | SJU   | GR  | GR  | AG II | 22.º | 18     |
| 2016 | M&M Group                 | Fiat Linea      |      |     |     |      |     |     | 6   |     |     |     |       |     |     |       | 22.º | 18     |
| 2017 |                           |                 | BA I | PDF | SMM | ROS  | ROS | TRH | RAF | OBE | SFE | SFE | BA II | SJU | GR  | AG    | -    | -      |
| 2017 | Fiat Petronas             | Fiat Linea      |      |     |     |      |     |     |     |     |     |     | 17    |     |     |       | -    | -      |

### TCR South America
| Año  | Equipo          | Auto                    | 1     | 2   | 3   | 4   | 5   | 6      | 7      | 8   | 9   | 10  | 11  | 12  | 13  | 14  | 15  | 16  | 17  | 18  | 19  | Pos. | Pts. |
| ---- | --------------- | ----------------------- | ----- | --- | --- | --- | --- | ------ | ------ | --- | --- | --- | --- | --- | --- | --- | --- | --- | --- | --- | --- | ---- | ---- |
| 2021 |                 |                         | INT   | INT | CUR | RIV | RIV | EPI    | EPI    | RCU | RCU | BA  | AG  | AG  | CDU | CDU |     |     |     |     |     | 7.º  | 90   |
| 2021 | PMO Motorsport  | Lynk & Co 03 TCR        |       |     |     |     |     |        |        |     |     | 6   | 4   | 1   | DNS | 1   |     |     |     |     |     | 7.º  | 90   |
| 2022 |                 |                         | VEL   | VEL | INT | GOI | GOI | RIV    | RIV    | EPI | EPI | TRH | BA  | BA  | VIL | VIL |     |     |     |     |     | 1.º  | 486  |
| 2022 | PMO Motorsport  | Lynk & Co 03 TCR        | 2     | 1   | 1   | 2   | 3   | 4      | 2      | 5   | 3   | 3   | 4   | 3   | 4   | Ret |     |     |     |     |     | 1.º  | 486  |
| 2023 |                 |                         | AG    | AG  | ROS | ROS | TRH | INT    | RIV    | RIV | EPI | EPI | LAP | LAP | VLP | VLP | VEL | VEL | CAS | CAS |     | 14.º | 112  |
| 2023 | PMO Motorsport  | Lynk & Co 03 TCR        | 6     | 4   | 4   | Ret |     |        |        |     |     |     |     |     |     |     |     |     |     |     |     | 14.º | 112  |
| 2023 | Paladini Racing | Toyota Corolla GRS TCR  |       |     |     |     | 19  |        |        |     |     |     |     |     |     |     |     |     |     |     |     | 14.º | 112  |
| 2023 | Paladini Racing | Audi RS3 LMS TCR (2017) |       |     |     |     |     |        | 8      | 11  | 12  | 10  |     |     |     |     |     |     |     |     |     | 14.º | 112  |
| 2024 |                 |                         | INT I | CAS | CAS | VEL | VEL | INT II | INT II | EPI | EPI | MER | MER | TBD | TBD | BUE | BUE | TRH | TRH | ROS | ROS | °    |      |
| 2024 | Paladini Racing | Toyota Corolla GRS TCR  | 10†   |     |     |     |     |        |        |     |     |     |     |     |     |     |     |     |     |     |     | °    |      |

### TCR World Tour
(Clave) (negrita indica pole position) (cursiva indica vuelta rápida)

| Año  | Equipo          | Auto                    | 1   | 2   | 3   | 4   | 5   | 6   | 7   | 8   | 9   | 10  | 11  | 12  | 13  | 14  | 15  | 16  | 17  | 18  | 19  | 20  | Pos. | Pts. |
| ---- | --------------- | ----------------------- | --- | --- | --- | --- | --- | --- | --- | --- | --- | --- | --- | --- | --- | --- | --- | --- | --- | --- | --- | --- | ---- | ---- |
| 2023 |                 |                         | POR | POR | SPA | SPA | VAL | VAL | HUN | HUN | EPI | EPI | LAP | LAP | SID | SID | SID | BAT | BAT | BAT | MAC | MAC | -    | 0    |
| 2023 | Paladini Racing | Audi RS3 LMS TCR (2017) |     |     |     |     |     |     |     |     | 21  | 19  |     |     |     |     |     |     |     |     |     |     | -    | 0    |